# 낭장
낭장(郎將)은 한국과 중국에서 사용하던 관직이다. 한국에서는 고려와 발해에서 존재했으며, 고려에서는 정6품의 무관직이었다.